# Shayang
Shayang (chinesisch 沙洋县, Pinyin Shāyáng Xiàn) ist ein Kreis in der chinesischen Provinz Hubei, der zum Verwaltungsgebiet der bezirksfreien Stadt Jingmen gehört. Er hat eine Fläche von 2.044 km² und zählt 559.800 Einwohner (Stand: Ende 2019). Sein Hauptort ist die Großgemeinde Shayang (沙洋镇).
Die Chu-Gräber von Jishan (Jishan Chu muqun 纪山楚墓群) und die Majiayuan-Stätte (Majiayuan yizhi 马家垸遗址) stehen seit 1996 bzw. 2006 auf der Liste der Denkmäler der Volksrepublik China.